# ヴィッツェンハウゼン
ヴィッツェンハウゼン (独: Witzenhausen, [vɪt͜sn̩ˈha͜uzn̩] ( 音声ファイル)) は、ドイツ連邦共和国ヘッセン州ヴェラ＝マイスナー郡に属す市である。
この街は1225年に都市権を獲得し、1974年まで郡庁所在地であった。
カッセル大学はヴィッツェンハウゼンにキャンパスを有しており、ドイツで唯一のエコロジー農学科が置かれている。これによりヴィッツェンハウゼンはドイツで最も小さな大学都市となっている。また、この街には環境工学、農業学、造園学、景観造形学の教育施設 (DEULA) がある。この街は1983年に生ゴミ専用容器を発明したことやセイヨウミザクラの栽培でも全国的に知られている。ここはヨーロッパ最大の密集したセイヨウミザクラ栽培地域である。セイヨウミザクラはヴィッツェンハウゼンの伝統であり、毎年7月にはケスパーキルメス（サクランボ祭）が開催され、サクランボの女王が選ばれる。

## 地理

### 位置
ヴィッツェンハウゼンは、マイスナー＝カウフンガー・ヴァルト自然公園に囲まれたカウフンゲンの森の北東斜面に位置している。この街はゲルスター川がヴェラ川に注ぐ合流点にあり、カッセルの東約 30 km、ハン・ミュンデンの東南東 16 km、ゲッティンゲンの南 25 km、エシュヴェーゲの北西 23 km にあたる。

### 隣接する市町村
ヴィッツェンハウゼンは、北はハン・ミュンデンとロスドルフおよびフリートラント（いずれもニーダーザクセン州ゲッティンゲン郡）、東はノイ＝アイヒェンベルク（ヴェラ＝マイスナー郡）とボルンハーゲンおよびリンデヴェラ（ともにテューリンゲン州アイヒスフェルト郡）、南はバート・ゾーデン＝アレンドルフとグロースアルメローデおよび市町村に属さない地域であるグーツベツィルク・カウフンガー・ヴァルト（いずれもヴェラ＝マイスナー郡）、西はシュタウフェンベルク（ニーダーザクセン州ゲッティンゲン郡）と境を接する。

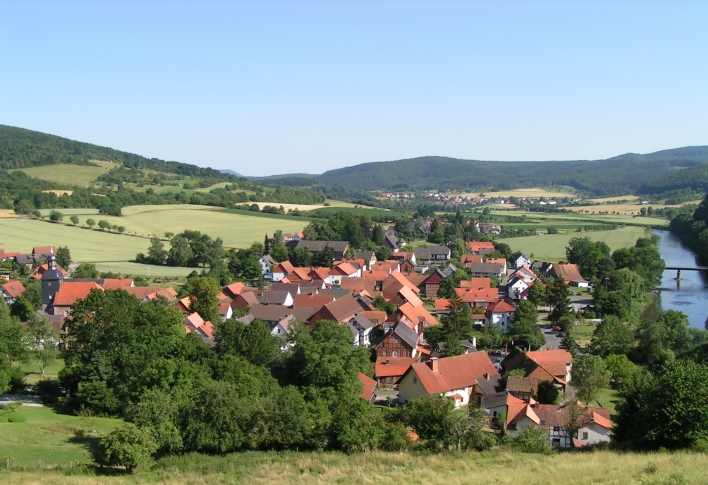
ヴェルレスハウゼンの町並み

### 市の構成
この街は、ビシュハウゼンを含む中核市区の他、16市区を含む。ヴェラ川左岸にある市区は、ブリッカースハウゼン、ドーレンバッハ、エリンゲローデ、エルムシュヴェルト、フーベンローデ、フンデルスハウゼン、クラインアルメローデ、ロスバッハ、ヴェンダースハウゼン、ツィーゲンハーゲンである。ヴェラ川右岸には、アルプスハウゼン、ベルレプシュ＝エレローデ＝ヒューベンタール、ゲルテンバッハ、ノイゼーゼン、ウンターリーデン、ヴェルレスハウゼンの各市区が位置する。

## 歴史

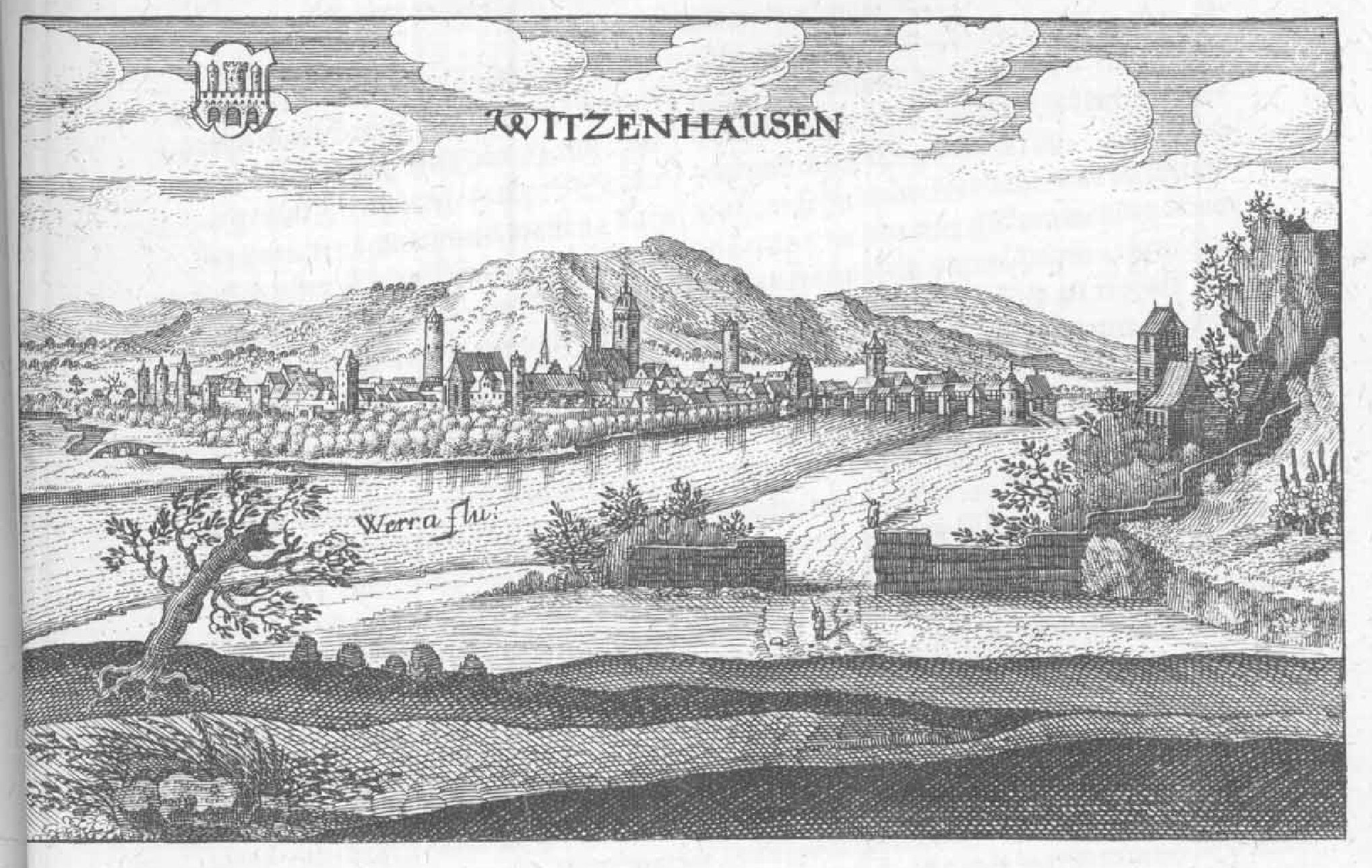
マテウス・メーリアンの銅版画に描かれた1655年頃のヴィッツェンハウゼン

かつてヴィッツェンハウゼンでは、中世からワイン作りが行われていた。1226年の史料には、マインツ大司教に2フーダー（古い容量単位）のワインを十分の一税として納めたと記されている。1757年にも、ヴェラ川と現在の鉄道との間の陽当たりの良い斜面でブドウ栽培が行われていた。現在では連邦道 B80 号線の街道名「ツー・デン・ヴァインベルゲン」あるいは「ウンター・デン・ヴァインベルゲン」にその名残を留めている。2008年以後、地球温暖化を背景に、ここで再びブドウ栽培の試みが行われている。
1898年、ドイツ植民学校が設立された。これは、ドイツ植民地に入植する人のために農業教育を行う学校であった。現在はカッセル大学の分キャンパスがこれを引き継いでいる。

## 行政

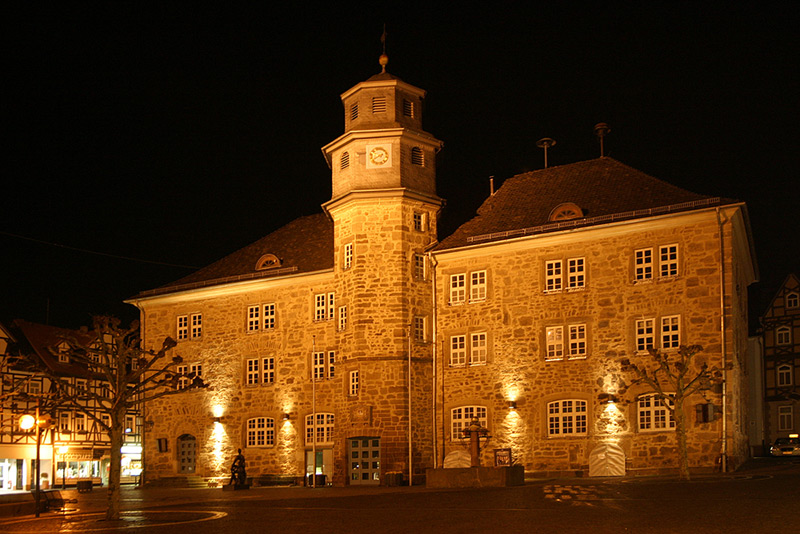
ヴィッツェンハウゼン市庁舎

### 市議会
ヴィッツェンハウゼンの市議会は、37議席からなる。

### 市長
- 1987年 - 2005年: ギュンター・エンゲル (SPD)
- 2005年 - 2018年: アンゲラ・フィッシャー
- 2018年 - : ダニエル・ヘルツ

### 姉妹都市
- サン＝ヴァリエ（フランス語版、英語版）（フランス、ドローム県）1975年
- フィルトン（イギリス、グロスタシャー）1978年
- ヴィニョーラ（イタリア、エミリア＝ロマーニャ州）1995年
- カユンガ（ウガンダ、カユンガ県）2001年

1979年以降、Saint-Vallier、フィルトン、ヴィッツェンハウゼンは三者間相互姉妹協定を結んでいる。
ヴィッツェンハウゼンとフィルトン、ヴィッツェンハウゼンとサン＝ヴァリエとの間では、定期的に交換留学（総合学校）を行っている。 Saint-Vallier とヴィッツェンハウゼンとの姉妹都市協定は偶然の産物であった。サン＝ヴァリエの当時の市長の姓が Witsen-Adelmann であった。彼が1972年4月にドイツを旅した際、道路標識に「Witzenhausen」という名前を見かけ、この街を訪ねたのが現在まで続く姉妹都市関係の始まりであった。
この他に2002年からカナダ、ブリティッシュコロンビア州100マイル・ハウスの高校とヴィッツェンハウゼン総合学校との間、アメリカ合衆国カリフォルニア州Turlock高校と職業ギムナジウムとの間で毎年交換留学が行われている。

## 文化と見所

### 博物館
- 民俗学博物館
- 熱帯の有用植物栽培のための温室

### 建造物

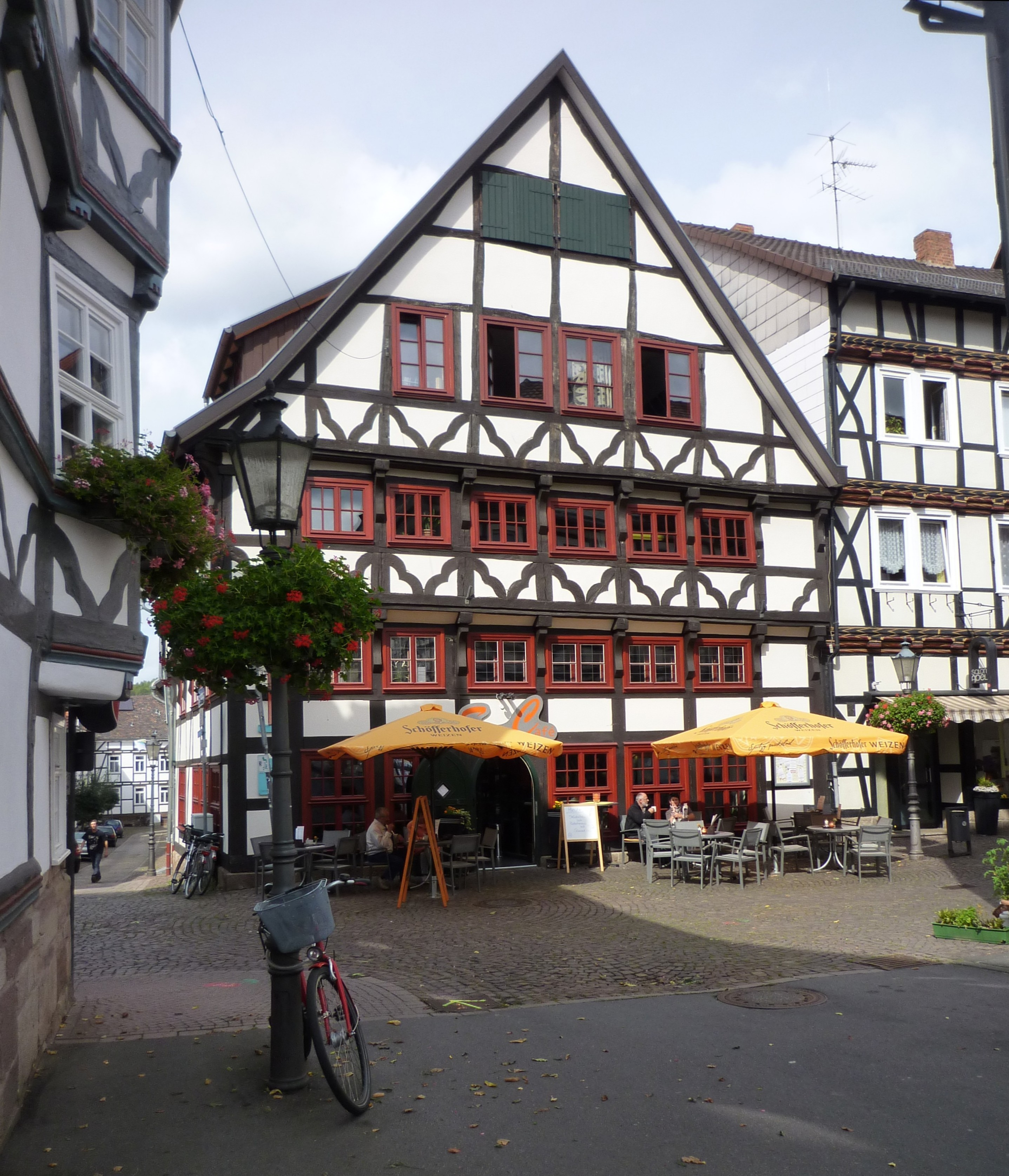
旧市街の木組み建築

- 歴史的中心街（様々な重要な木組み建造物が並ぶ）
- 聖母教会
- 歴史的市庁舎
- 救世主教会
- ディーベス塔（泥棒塔）、オイレン塔（フクロウの塔）および古い市壁の一部
- ライターホイシェン
- 旧ヴィルヘルミーテン修道院、植民学校の一部で、現在はカッセル大学の一部
- グート・ゲルスターホーフ、旧植民学校の分農場
- ルートヴィヒシュタイン城、ドイツ青少年運動文書館が入居している

- ルートヴィヒシュタイン城
- エルムシュヴェルト城
- ヴェルレスハウゼンの領主館

### 公園
- 市立公園、白鳥の池がある
- ヨハニスベルクパーク

### 年中行事
- 桜の花のウォーキング（ノルディック・ウォーキング）の会、毎年4月中旬にウンターリーデンで開催される。
- ヴィッツェンハウゼン週間
- ケスパーキルメス（サクランボ祭）
- チェリーマン（トライアスロン大会）
- 収穫祭・郷土祭（毎年8月の第4週末）
- クリスマスマーケット

## 経済と社会資本
ヴィッツェンハウゼンはアウトバーンA7号線およびA38号線に近く、ゲッティンゲンやカッセルに便の良い位置にある。
ドイツで最後の噛みタバコメーカー Grimm & Triepel Kruse-Kautabak（グリム・ウント・トリーペル・クルーゼ・コイタバーク） はヴィッツェンハウゼン＝ウンターリーデンで製造を行っている。ヴィッツェンハウゼンの重要な雇用主は、約 430 人の従業員を擁する Svenska Cellulosa Aktiebolaget (SCA) である。SCAはヴィッツェンハウゼンで、包装業者のための段ボール紙や、トイレットペーパーやキッチンペーパーといった衛生用紙を生産している。この他の重要な企業としては、Rege Motorenteile、ヴィッツェンハウゼンの中核市区にある病院、フンデルスハウゼン市区にある石膏加工業者 VG-Orth GmbH がある。

### メディア
- ヴィッツェンホイザー・アルゲマイネ (HNA)
- マルクト・シュピーゲル
- ヴィッツェンヒュッサー
- エクストラ・ティップ
- マイスナー・ラジオ放送

### 交通

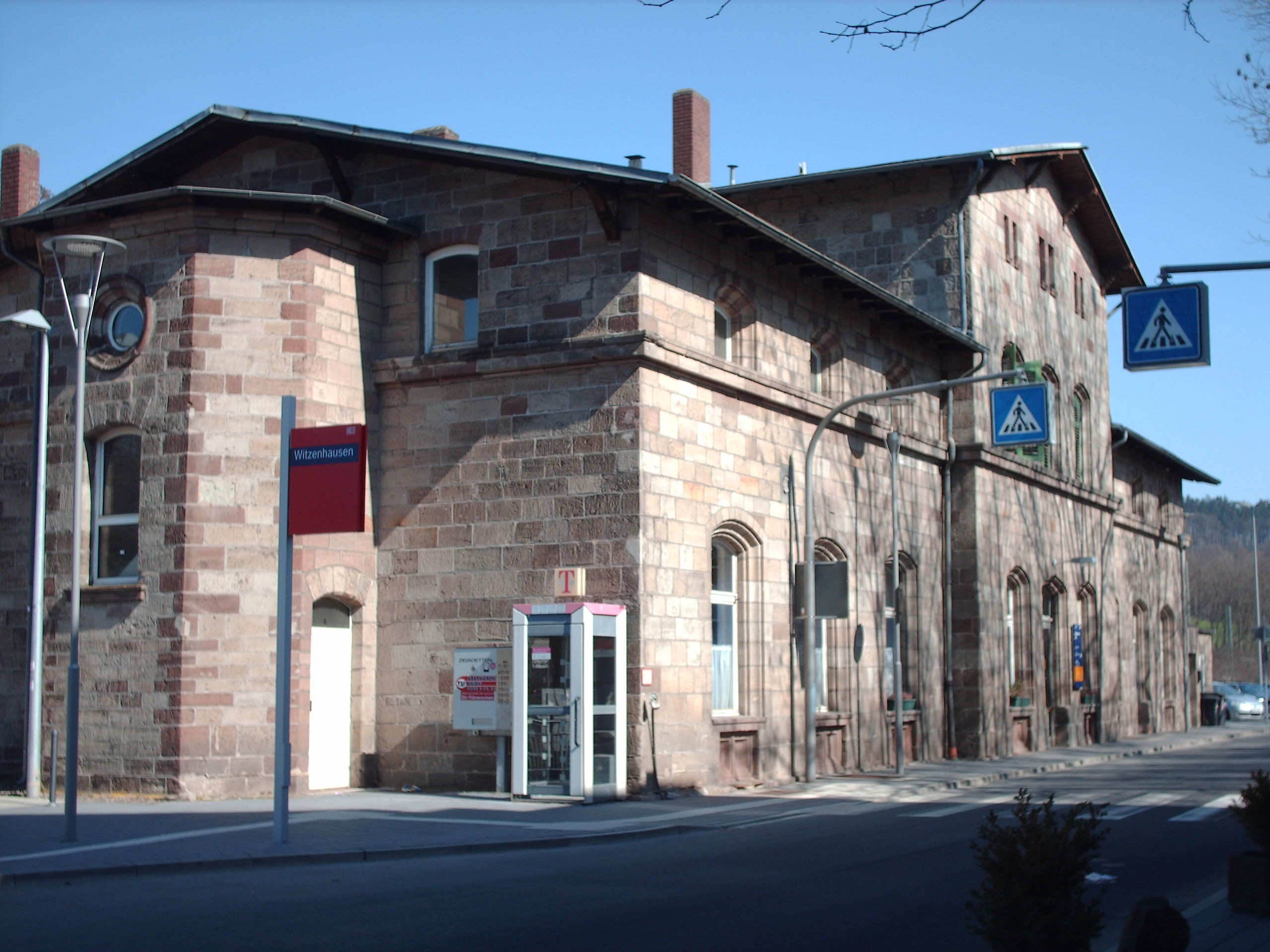
ヴィッツェンハウゼン北駅

連邦道 B27号線（ゲッティンゲン - エシュヴェーゲ）、B80号線（ハン・ミュンデン - ハイリゲンシュタット）、B451号線（ヘルザ - ヴィッツェンハウゼン）を介して、この街は上位の道路網に接続している。約 10 km 離れたヘーデミュンデンには連邦アウトバーン A7号線（ハンブルク - ハノーファー - ゲッティンゲン - カッセル - ヴュルツブルク）のインターチェンジがある。また、フリートラント近郊にはハレ方面へ向かうアウトバーンA38号線のインターチェンジがある。これにより、ヴィッツェンハウゼンはドイツ観光街道のドイツ木組みの家街道およびドイツ・メルヘン街道沿いに位置している。
ヴィッツェンハウゼンには、ハレ - カッセル鉄道のアイヒェンベルク - カッセル区間の駅、ヴィッツェンハウゼン北駅がある。この駅は、市街地北側の高台斜面にあり、カッセル、ゲッティンゲン、エアフルト、ハレ (ザーレ)行きの列車が発着する。かつては、市街地の南東にヴィッツェンハウゼン南駅があったが、アイヒェンベルク - グロースアルメローデ間のゲルスタータール鉄道と共に廃止された。
ゲルテンバッハ区には、ハレ - カッセル鉄道のもう一つの駅がある。
ブルクベルク・グライダー飛行場はヴィッツェンハウゼンの北西約 3 km にある。

### 教育
- ゲルテンバッハ基礎課程学校
- ゲルスタータールシューレ・フンデルスハウゼン（基礎課程学校）
- ヴィッツェンハウゼン基礎課程学校
- シュタイトーアシューレ（学習障害者の学校）
- ヨハニスベルクシューレ・ヴィッツェンハウゼン（総合学校）
- ヴェラ＝マイスナー郡の職業学校
- カッセル大学
- ヴィッツェンハウゼン・メディアセンター
- ヴェラ＝マイスナー郡教育施設
- 熱帯・亜熱帯農業のためのドイツ研究所 GmbH (DITSL)
- IBZW 国際教育センター・ヴィッツェンハウゼン GmBH
- DEULA 応用工学教育施設 GmbH
- 市民大学
- GNE ヴィッツェンハウゼン

## 人物

### 出身者
- ヨハン・ヤーコプ・シュヴェッペ（1740年 - 1821年） - 時計職人、銀細工師。ソーダ水製造機を発明し、シュウェップスを創設した。
- カール・ルートヴィヒ（1816年 - 1895年） - 生理学者。

## 引用
1. ↑  Hessisches Statistisches Landesamt: Bevölkerung in Hessen am 31.12.2023 (Landkreise, kreisfreie Städte und Gemeinden, Einwohnerzahlen auf Grundlage des Zensus 2011)]
2. ↑  Max Mangold, ed (2005). Duden, Aussprachewörterbuch (6 ed.). Dudenverl. p. 840. ISBN 978-3-411-04066-7
3. ↑  Friedrich Hamm. Naturkundliche Chronik Nordwestdeutschlands, 1976, Landbuch-Verlag, Hannover, p.31. (online)
4. ↑  2011年の市議会議員選挙結果